# Trond Einar Elden
Pour les articles homonymes, voir Elden (homonymie).
Trond Einar Elden, né le 2 février 1970 à Namdalseid, est un coureur norvégien du combiné nordique et également fondeur.

## Biographie
Démarrant le ski au club Namdalseid IL à l'âge de cinq ans, il prend part à la Coupe du monde à partir de la saison 1986-1987. Un an plus tard, il marque ses premiers points à Falun (onzième place), gagne un sprint par équipes avrec son frère Bård à Lahti et devient aussi champion du monde junior.
Aux championnats du monde de 1989, à Lahti, il devient le plus jeune champion du monde de la discipline en remportant à 19 ans seulement le titre individuel, avec plus de deux minutes et demi d'avance sur le deuxième Doundoukov et le titre par équipes avec Bård Jørgen Elden and Trond-Arne Bredesen. Dans la lancée, il domine la concurrence en Coupe du monde sur les sites prestigieux de Holmenkollen et Falun, où il remporte ses premières victoires individuelles, avant de gagner les deux titres aux Championnats du monde junior à Vang. Il est aussi gagnant de son unique titre individuel de champion de Norvège.
En 1991, il réalise sa meilleure saison en coupe du monde en terminant troisième au classement général et gagnant pour la deuxième fois à Holmenkollen. Aux Jeux olympiques de 1992 à Albertville, il obtient sa seule médaille olympique de sa carrière, l'argent dans l'épreuve par équipes avec Knut Tore Apeland et Fred Børre Lundberg. L'année suivante, aux championnats du monde à Falun, il décroche de nouveau deux médailles, une d'argent dans l'épreuve par équipe puis une de bronze en individuel.
Lors de la saison 1993-1994, il est à chaque fois dans le top dix en Coupe du monde dont deux fois sur le podium à Saint-Moritz et Thunder Bay. Aux Jeux olympiques de Lillehammer, il manque l'objectif d'une médaille individuelle, en se classant huitième, soit une place de mieux qu'en 1992 et aussi la sélection norvégienne dans l'épreuve par équipes.
En 1996-1997, il monte sur ses deux derniers podiums individuels dans la Coupe du monde à Steamboat Springs et Holmenkollen mais n'est pas inclus dans l'équipe norvégienne pour les Championnats du monde à Trondheim, comme en 1995. Il ne se qualifie pas pour les Jeux olympiques de Nagano en 1998, ne réalisant au mieux qu'une dixième place en Coupe du monde.
Enfin lors de sa dernière participation aux championnats du monde en 1999, il obtient une médaille d'argent par équipes avec Fred Børre Lundberg, Bjarte Engen Vik et Kenneth Braaten et est dixième en sprint. Il totalise cinq médailles dans les Championnats du monde. Son meilleur classement individuel de l'hiver est cinquième à Rovaniemi.
En 2000, il fait ses adieux au combiné nordique, mais commence à participer à des courses internationales de ski de fond, où il faisait partie des athlètes des plus rapides en combiné. Elden prend part à la Coupe du monde et se spécialise dans la discipline du sprint, atteignant la finale de sa première manche à Brussone en fin d'année 2000, où il est sixième. Même s'il est n'est pas choisi dans l'équipe pour les Championnats du monde à Lahti, malgré ses bons résultats, plus tard dans l'hiver, il aboutit sur le podium avec une deuxième place à Nové Město na Moravě. Il est finalement cinquième au classement du sprint de la Coupe du monde.
Après une deuxième place en décembre 2001, à Salzbourg, il parvient à se qualifier pour les Jeux olympiques de 2002, où il est quinzième du sprint. Également participant des Championnats du monde 2003, il décide de mettre un terme à sa carrière internationale en 2004, alors non sélectionné pour l'équipe nationale l'hiver suivant. Il est aussi actif en triathlon au niveau national.
En 2008, il devient l'entraîneur de ski de fond de l'équipe norvégienne de combiné nordique. Il ne reste qu'un an à ce poste.

## Palmarès

### Jeux olympiques
| Épreuve / Édition | Albertville 1992 | Lillehammer 1994 |
| Individuel        | 9e               | 8e               |
| Par équipes       | Argent           |                  |

### Championnats du monde
| Épreuve / Édition | Lahti 1989                       | Val di Fiemme 1991               | Falun 1993                       | Seefeld 1999 |
| Gundersen         | Or                               | 21e                              | Bronze                           |              |
| Sprint            | Épreuve inexistante à cette date | Épreuve inexistante à cette date | Épreuve inexistante à cette date | 10e          |
| Par équipes       | Or                               | 5e                               | Argent                           | Argent       |

### Coupe du monde
- Meilleur classement général : 3e en 1991.
- 16 podiums individuels : 5 victoires, 2 deuxièmes places et 9 troisièmes places.
- 1 victoire en sprint par équipes.

#### Détail des victoires
| Année | Lieu                                                       |
| 1989  | Holmenkollen (Norvège) et Falun (Suède)                    |
| 1991  | Lahti (Finlande), Holmenkollen (Norvège) et Falun (Suède), |

#### Différents classements en Coupe du monde
| Année     | Classement général final |
| 1987-1988 | 29e                      |
| 1988-1989 | 6e                       |
| 1989-1990 | 7e                       |
| 1990-1991 | 3e                       |
| 1991-1992 | 5e                       |
| 1992-1993 | 7e                       |
| 1993-1994 | 6e                       |
| 1994-1995 | 7e                       |
| 1995-1996 | 14e                      |
| 1996-1997 | 8e                       |
| 1997-1998 | 26e                      |
| 1998-1999 | 15e                      |
| 1999-2000 | 23e                      |

### Championnats du monde junior
- 5 médailles d'or :
  -  2 en individuel (1989, 1990)
  -  3 par équipes (1988, 1989, 1990).

### Ski de fond

#### Jeux olympiques
| Épreuve / Édition | Salt Lake City 2002 |
| Sprint libre      | 15e                 |

#### Championnats du monde
| Épreuve / Édition | Val di Fiemme 2003 |
| Sprint libre      | 24e                |

#### Coupe du monde
- Meilleur classement général : 27e en 2001.
- 2 podiums individuels : 2 deuxièmes places.

#### Différents classements en Coupe du monde
| Année     | Classement général final | Classement sprint |
| 2000-2001 | 27e                      | 5e                |
| 2001-2002 | 35e                      | 11e               |
| 2002-2003 | 43e                      | 18e               |
| 2003-2004 | 49e                      | 17e               |

### Distinctions
Il a reçu la Statutette Olaf (no) en 1989, la Médaille Holmenkollen en 1991 et l'Egebergs Ærespris en 2005.